# Domenico Montrone
Domenico Montrone (Modugno, 1 de mayo de 1986) es un deportista italiano que compitió en remo.
Participó en los Juegos Olímpicos de Río de Janeiro 2016, obteniendo una medalla de bronce en la prueba de cuatro sin timonel.
Ganó una medalla de plata en el Campeonato Mundial de Remo de 2017 y dos medallas en el Campeonato Europeo de Remo, en los años 2008 y 2017.

## Palmarés internacional
| Juegos Olímpicos   | Juegos Olímpicos          | Juegos Olímpicos  | Juegos Olímpicos   |
| Año                | Lugar                     | Medalla           | Prueba             |
| ------------------ | ------------------------- | ----------------- | ------------------ |
| 2016               | Río de Janeiro (Brasil)   | Medalla de bronce | Cuatro sin timonel |
| Campeonato Mundial |                           |                   |                    |
| Año                | Lugar                     | Medalla           | Prueba             |
| 2017               | Sarasota (Estados Unidos) | Medalla de plata  | Cuatro sin timonel |
| Campeonato Europeo |                           |                   |                    |
| Año                | Lugar                     | Medalla           | Prueba             |
| 2008               | Maratón (Grecia)          | Medalla de plata  | Cuatro sin timonel |
| 2017               | Račice (República Checa)  | Medalla de oro    | Cuatro sin timonel |